# Marcus Aemilius Lepidus (Konsul 285 v. Chr.)
Marcus Aemilius Lepidus war ein römischer Politiker im ersten Drittel des 3. Jahrhunderts v. Chr.
Er war der erste Träger des cognomen Lepidus (lateinisch: zierlich) in der gens Aemilia. Die Aemilii Lepidi gehörten bis in die frühe Kaiserzeit zu den führenden Familien Roms. Da sein Name in den Konsularfasten nicht erhalten ist, fehlt die Filiation, so dass der genealogische Zusammenhang mit den anderen Aemiliern unklar bleiben muss. Er gelangte im Jahr 285 v. Chr. zum Konsulat, das er mit Gaius Claudius Canina bekleidete. Von ihrer Amtszeit ist nichts bekannt.
Der Sohn oder wahrscheinlich eher Enkel des Lepidus war der gleichnamige Konsul des Jahres 232 v. Chr.